# Piper atrobaccum
Piper atrobaccum är en pepparväxtart som beskrevs av Trel. & Yunck.. Piper atrobaccum ingår i släktet Piper och familjen pepparväxter. Inga underarter finns listade i Catalogue of Life.